# Harold Murray
Harold James Ruthven (H. J. R.) Murray est un joueur d'échecs, un historien et un dirigeant des écoles britannique né le 24 mai 1868 à Camberwell et mort le 16 mai 1955 à Londres, qui publia en 1913 A History of Chess. Cet ouvrage monumental (900 pages) est une référence sur l'histoire des échecs (et ses différentes variantes locales) en Asie et en Europe depuis les origines jusqu'au début du XIXe siècle.

## Biographie
Harold Murray est le fils aîné de James Murray, le premier éditeur de l'Oxford English Dictionary. Après des études de mathématiques à Oxford, Harold Murray devint professeur au Queen's College de Taunton où il apprit à jouer aux échecs. 
En 1896, il fut nommé directeur de la Grammar School de Ormskirk. De 1901 à 1928, il fut inspecteur des écoles avant de devenir membre du Board of Education (l'ancêtre du ministère de l'éducation britannique) en 1928.
À partir de 1931, Murray servit dans diverses administrations locales.

## Publications
Dans les années 1890, Murray commença à s'intéresser à l'histoire des échecs et reçut le soutien des historiens allemand Tassilo von der Lasa et néerlandais Antonius van der Linde (nl) Il apprit l'arabe et mit treize années (de 1900 à 1913) pour écrire  son Histoire des échecs.
- (en) H. J. R. Murray, A History of Chess, Oxford University Press, 1913
- (en) H. J. R. Murray, A History of Board Games other than Chess, Oxford University Press, 1952

Son dernier livre posthume, écrit en 1917 et trouvé après sa mort, fut complété pour la période après 1865, par Harry Golombek et B. Goulding Brown et publié en 1963 :
- (en) H. J. R. Murray, A Short History of Chess, Oxford University Press, 1963